# Ostrya
Ostrya, los carpes lupulinos, es un género con 8-10 especies de pequeños árboles caducos que pertenecen a la familia Betulaceae. Es nativo del sur de Europa, sur y este de Asia, Norteamérica y Centroamérica.

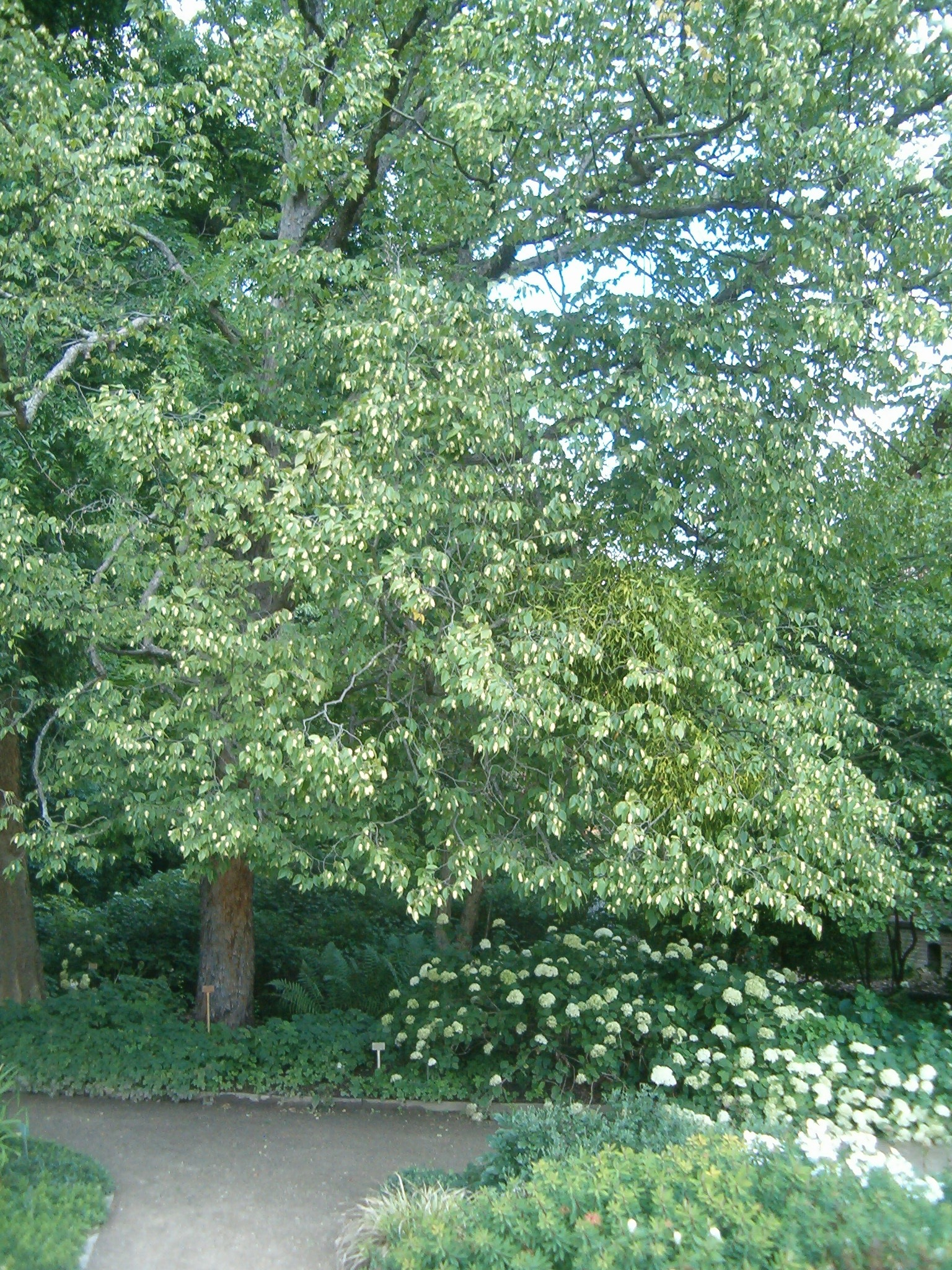
Ostrya virginiana

## Descripción
Son pequeños árboles con la copa cónica o irregular, corteza rugosa. Las hojas son alternas y doble dentadas de 3-10 cm de longitud. Las flores se producen en primavera con las masculinas de 5-10 cm y las femeninas de 3-10 cm. Los frutos forman un grupo colgante de 3-6 cm d longitud con 6-20 semillas, que son pequeñas núculas de 2-4 mm de longitud.
La madera es muy fuerte y dura; el nombre Ostrya deriva del griego  'ostrua', "como hueso", refiriéndose a la dureza de la madera.

## Ecología
Especies de Ostyra son el alimento de las larvas de algunas especies de Lepidopteras, incluyendo  (Operophtera brumata), (Amorpha juglandis) y Coleophora ostryae.

## Taxonomía
El género fue descrito por Giovanni Antonio Scopoli  y publicado en Flora Carniolica 414. 1760. La especie tipo es: Ostrya carpinifolia Scop.

## Especies
- Ostrya carpinifolia Scop. o carpe negro europeo.
- Ostrya chisosensis Correll
- Ostrya guatemalensis Rose
- Ostrya japonica Sarg.
- Ostrya knowltonii Coville
- Ostrya multinervis Rehder
- Ostrya ostrya MacMill.
- Ostrya quercifolia Hort. ex Lavallée
- Ostrya rehderiana Chun
- Ostrya virginiana (Mill.) K.Koch
- Ostrya yunnanensis W.K.Hu
- † Ostrya oregoniana (fósil)